# اجغيدرات (آيت غانم)
اجغيدرات هو دُوَّار يقع بجماعة سيدي بوخلخال، إقليم الخميسات، جهة الرباط سلا القنيطرة في المملكة المغربية. ينتمي الدوّار لمشيخة آيت غانم التي تضم 4 دواوير. يقدر عدد سكانه بـ 1147 نسمة حسب الإحصاء الرسمي للسكان والسكنى لسنة 2004.

## روابط خارجية
- البوابة الوطنية للجماعات الترابية
- المندوبية السامية للتخطيط